# 스기타 쇼이치
스기타 쇼이치(일본어: 杉田庄一, 1924년 7월 1일 ~ 1945년 4월 15일)는 태평양 전쟁 당시에 일본 제국 해군의 전투기 탑승원이었다.
스기타 쇼이치는 니가타현 출신으로, 부유한 농가의 차남으로 태어났다. 소년 시절부터 운동 신경이 남달랐고, 나무 조각을 이용하여 비행기를 만들어 창공의 꿈을 키웠다고 한다.
1940년, 스기타 쇼이치는 마이즈루 해병단 입단 후 전투기 전문학생으로 선발되어 제 6항공대에서 근무했다. 1943년, 라바울 배속 후 첫 출격시 미 폭격기 B 17을 격추시키나, 자신의 비행기도 후미에 화재를 입어 추락하나 기지로 무사귀환했다.
4월 18일, 스기타는 전선시찰중인 야마모토 이소로쿠 연합함대 사령장관의 호송기를 호위하는 임무를 맡고 비행하던 중, 미군 P38기의 공격으로 교전하나 야마모토 사령관의 비행기가 격추되자 다른 6기의 동료와 함께 라바울로 후퇴하였다.
이후 자신이 사령관을 지키지 못했음을 알고 분해하며 한동안 이 일로 출격을 맡지 못하게 된다. 그러나 2달 후, 함께 한 6명의 동료 중 4명이 사망하고 1명은 손목에 관통상을 입어 명예제대당한다. 그 후 혼자가 된 스기타는 100여 기의 연합군 전투기를 격추하는 용맹을 발휘한다.
8월 26일 그는 교전도중 엔진에 폭탄을 맞고 추락하던 중 낙하산으로 탈출하나 큰 화상을 입는다. 그는 이것이 장관을 지키지 못한 자신의 징벌이라 생각하고 자책했으며 이후 일본으로 송환되었다. 몇 개월의 치료 후 스기타는 다시 오무라항공대의 교관으로 지도를 담당하나
1944년 3월, 다시 263항공대에 지원해 마리아나 제도, 괌 등지에서 활약한다. 7월에는 필리핀 방면으로도 활약한다. 1945년 4월 15일, 적기의 보고를 받은 사령 겐다 미노루의 명령에 의해 343-A-11호기를 몰고 이륙한다.
그러나 이때 적기인 그라망 F6F는 스기타의 배후에 있었다. 겐다는 이륙중지명령을 내렸으나 스기타는 그대로 이륙, 배후에서 기총소사를 받고는 검은 연기를 내뿜으며 애기와 함께 스기타는 기지활주로에 추락해 불에 타 숨졌다.
이에 동료들은 비분강개해 죽음을 무릅쓰고 기관포를 쏘아 적기 P 51을 쫓으며 스기타의 유해를 수습해왔다. 스기타의 죽음을 보고받은 겐다 미노루는 자신의 책임을 통감하며 그의 충절을 군부에 보고해 스기타는 사후 소위로 추서되었다